# Vaejovis zapoteca
Espèce
Vaejovis zapoteca est une espèce de scorpions de la famille des Vaejovidae.

## Distribution
Cette espèce est endémique d'Oaxaca au Mexique. Elle se rencontre vers Ixtlán de Juárez et Santa Catarina Ixtepeji entre 2 313 et 2 789 m d'altitude dans la Sierra Juárez.

## Description
Le mâle holotype mesure 31,1 mm et la femelle paratype 27,1 mm.

## Publication originale
- Santibáñez López & Francke, 2010 : « New and poorly known species of the mexicanus group of the genus Vaejovis (Scorpiones: Vaejovidae) from Oaxaca, Mexico. » The Journal of Arachnology, vol. 38, no 3, p. 555-571 (texte intégral).